# Targèlies
Les Targèlies (en grec antic: θαργήλια) eren un antic festival celebrat a l'antiga Atenes el 6 i 7 de Targelió (cap al 24 i 25 de maig) en honor d'Àrtemis i Apol·lo. Se celebrava l'aniversari del seu naixement, ben igual que a les Dèlies.
El festival de les Targèlies i el de les Delfínies eren les més importants en honor d'Apol·lo que se celebraven a Atenes. El terme θαργήλια es refereix generalment als fruits de la terra madurats amb la calor del sol, o també als primers fruits de la collita. Hi havia un antic costum d'enviar a Delos, en honor d'Apol·lo, una ofrena de blat, i potser va ser això que va donar lloc a aquesta festa.
El primer dia del festival se sacrificava una ovella en honor de Demèter Cloe, que sembla que tenia un temple a l'Acròpoli, però no tenia res a veure amb les Cloees, festes específiques per a Demèter. A continuació, se celebrava el dia de la purificació, que sens dubte era un ritual molt antic, atès que se sacrificaven dues persones: una en honor dels homes i una de les dones (el pharmakos). No és clar si les dues víctimes eren homes o eren un home i una dona. Les víctimes eren portades en processó a tots els temples d'Apol·lo de la ciutat i després conduïdes fora d'Atenes a un lloc a prop de la mar, acompanyats d'una particular melodia tocada per flautistes. La víctima que moria pels homes portava una garlanda de figues negres entorn del coll, i el que moria per les dones, de figues blanques. En el trajecte els colpejaven amb branques de figuera i els llançaven figues i altres coses, i rebien formatge, figues, pastís i galetes per menjar. Finalment, els cremaven en una pira funerària feta amb fusta de figueres salvatges i les cendres tirades al mar o al vent. Hi ha autors que diuen que eren llençats en vida per un penya-segat.
Encara que de la major part dels relats sembla que el sacrifici era cada any, té més credibilitat el de Tzetzes, que deixa entendre que només es feia quan es produïa una gran calamitat com una plaga o una fam. Les víctimes eren segurament criminals condemnats a pena de mort, encara que en temps molt antics potser no era així, i segurament eren persones amb defectes físics o persones que s'oferien voluntàriament als déus per la seva pobresa extrema, atès que eren alimentats durant un any per l'estat. En temps posteriors, aquests voluntaris, el dia de les Targèlies, eren vestits amb robes sagrades i portats per tots els racons de la ciutat, on anaven recollint tots els mals i rebien insults per part de tothom, fins que eren foragitats més enllà de les fronteres, on s'emportaven tota la malura.
El segon dia de les Targèlies, o dia propi de la festa, es feia una processó dedicada a Hèlios, i, com es feia a les Pianèpsies, els nens portaven branques d'olivera guarnides amb llana i amb primícies dels fruits que es penjaven a la porta del temple. Hi havia també ofrenes a les Hores, que consistien en terra humida, origen de la germinació. També se celebrava una professó i un agon, on competien entre ells diversos cors organitzats per les tribus. El cor guanyador rebia un premi que havia d'oferir al temple d'Apol·lo, segons que havia establert Pisístrat. El jurat que donava els premis, que també consistien en corones, era presidit per l'arcont. Era costum en aquests dies registrar les adopcions, que eren admeses per la fratria dels adoptants, igual com es feia a les Apatúries, on també es registraven els fills propis.
Sobre l'origen de les Targèlies hi ha dos relats. Ister de Cirene diu que els pharmakos derivaven el seu nom d'un home anomenat Pharmakos, que va fer un robatori d'objectes sagrats al temple d'Apol·lo i en ser descobert pels homes d'Aquil·les, el van apedregar, i per això les Targèlies commemoraven el sacrifici humà. Hel·ladi, en canvi, diu que el seu origen era per purificar la ciutat contra les malalties infeccioses arran d'una plaga que va afectar Atenes a la mort de cretenc Androgeu.
A Massília es feia un festival similar que segurament imitava les Targèlies.